# Groep van het Lie-type
In de groepentheorie, een deelgebied van de wiskunde, is een groep van het lie-type een (niet noodzakelijkerwijs eindige) groep van de rationale punten van een reductieve algebraïsche matrixgroep over een lichaam/veld. Eindige groepen van het lie-type vormen het leeuwendeel van de niet-abelse eindige enkelvoudige groepen. Bijzondere gevallen zijn onder meer de klassieke groepen, de chevalley-groepen, de steinberg-groepen en de suzuki-ree-groepen.

## Klassieke groepen
Vanaf de tijd van L.E. Dickson tot het boek van Jean Dieudonné werd er veel onderzoek op het terrein van de klassieke groepen gedaan. Emil Artin onderzocht bijvoorbeeld de orden van dergelijke groepen, dit met het oog op de classificatie van gevallen van coïncidentie.
Een klassieke groep is, ruwweg gesproken, een speciale lineaire-, orthogonale-, symplectische- of unitaire groep. Er zijn hierin verschillende kleine variaties die worden gegeven door commutator-ondergroepen en van quotiëntgroepen met het centrum. Ze kunnen worden geconstrueerd over eindige velden (of enige ander veld) op vrijwel dezelfde manier, waarop ze over de reële getallen worden geconstrueerd. Zij corresponderen met de reeksen
An, Bn, Cn, Dn,
2An, 2Dn van Chevalley- en Steinberg-groepen.

## Chevalley-groepen
De theorie werd in het midden van de jaren 1950 verhelderd door de theorie van de algebraïsche groepen en het werk van Claude Chevalley over Lie-algebra's. Als gevolg hiervan werd het concept van een Chevalley-groep geïsoleerd. Chevalley construeerde een Chevalley-basis (een soort van integrale vorm) voor al de complexe enkelvoudige Lie-algebra's (of beter gezegd van hun universeel omhullende algebra's), die kunnen worden gebruikt om de corresponderende bijbehorende algebraïsche groepen over de gehele getallen te definiëren. In het bijzonder zou hij hun punten kunnen nemen met waarden in enig eindig veld. Voor de Lie-algebra's An, Bn, Cn, Dn gaf dit bekende klassieke groepen, maar zijn constructie gaf ook groepen die geassocieerd zijn met de uitzonderlijke Lie-algebra's
E6, E7, E8, F4,
en G2. (Sommige van deze groepen waren al eerder geconstrueerd door Dickson.)

## Steinberg-groepen
De constructie van Chevalley gaf niet alle van de bekende klassieke groepen: zij liet de unitaire groepen en de niet-gesplitste orthogonale groepen weg. Steinberg vond een wijziging in de bouw van de constructie van Chevalley, die deze missende groepen pluse een paar nieuwe families van groepen gaf. Deze constructie veralgemeende de gebruikelijke constructie van de unitaire groep uit de algemene lineaire groep.
De unitaire groep ontstaat als volgt: de algemene lineaire groep over de complexe getallen heeft een diagramautomorfisme dat wordt gegeven door het omkeren van de Dynkin-diagram {\displaystyle A_{n}} om te keren (wat overeenkomt met het nemen van de getransponeerde inverse), en een veldautomorfisme, dat wordt gegeven door de complex geconjugeerde te nemen, die commuteren. De unitaire groep is de groep van vaste punten van het product van deze twee automorfismen.
Op dezelfde manier hebben veel Chevalley-groepen diagramautomorfismen die zijn geïnduceerd door automorfismen van hun Dynkin-diagrammen, en veldautomorfismen geïnduceerd door automorfismen van een eindig veld. Analoog aan het unitaire geval construeerde Steinberg families van groepen door vaste punten van een product van een diagram en een veldautomorfisme.
Deze gaven:
- De unitaire groepen 2An van het orde 2 automorfisme van An;
- Verder orthogonale groepen 2Dn van het orde 2 automorfisme van Dn;
- De nieuwe reeksen 2E6, van het orde 2 automorfisme van E6;
- De nieuwe reeksen 3D4, van het orde 3 automorfisme van D4.

De groepen van het type 3D4 hebben geen analogon over de reéle getallen, zoals de complexe getallen geen automorfisme van orde 3 hebben. De symmetrieën van het {\displaystyle D_{4}} diagram geven ook aanleiding tot trialiteit.